# Djibo
Djibo  város Burkina Faso északi részén. 203 kilométerre fekszik Ouagadougoutól és 45 kilométere Mali határától.  2012-ben a település népessége 36 839 fő volt. 

## Történelem
A XVI. században alakult, majd az 1800-as években a Massina Birodalom uralta.
Fő népcsoportja a fulani.

## Gazdaság
Fontosnak mondható állatpiaccal rendelkezik. 2011 július 29-én súlyos cianid baleset történt egy aranybányánál.

## Fordítás
- Ez a szócikk részben vagy egészben  a   Djibo című angol Wikipédia-szócikk ezen változatának fordításán alapul.  Az eredeti cikk szerkesztőit annak laptörténete sorolja fel. Ez a jelzés csupán a megfogalmazás eredetét és a szerzői jogokat jelzi, nem szolgál a cikkben szereplő információk forrásmegjelöléseként.
- Ez a szócikk részben vagy egészben  a   Djibo című német Wikipédia-szócikk ezen változatának fordításán alapul.  Az eredeti cikk szerkesztőit annak laptörténete sorolja fel. Ez a jelzés csupán a megfogalmazás eredetét és a szerzői jogokat jelzi, nem szolgál a cikkben szereplő információk forrásmegjelöléseként.